# Андреевка (Новозарьевский сельский совет)
Андре́евка (укр. Андріївка) — село на Украине, находится в Старобешевском районе Донецкой области. Под контролем самопровозглашённой Донецкой Народной Республики.

## География
В Донецкой области имеется ещё 8 одноимённых населённых пунктов, в том числе ещё одно село Андреевка в том же Старобешевском районе (Александровского сельского совета); село Андреевка и пгт. Андреевка в соседнем Волновахском районе, посёлок Андреевка в составе города Снежного.

#### Соседние населённые пункты по странам света
СЗ: Подгорное
З: город Комсомольское (примыкает)
ЮЗ:  Раздольное
Ю: Весёлое
С: Петровское, Ребриково
СВ: Войково, Ленинское
В: —
ЮВ: Новозарьевка, Зелёное 

## Население
Население по переписи 2001 года составляло 477 человек.

## Общие сведения
Код КОАТУУ — 1424583502. Почтовый индекс — 87232. Телефонный код — 6253.

## Адрес местного совета
87253, Донецкая область, Старобешевский р-н, с. Новозарьевка, ул. Школьная, 1в